# Cremastus
Cremastus är ett släkte av steklar som beskrevs av Johann Ludwig Christian Gravenhorst 1829. Cremastus ingår i familjen brokparasitsteklar.

## Dottertaxa tillCremastus, i alfabetisk ordning[1][2]
- Cremastus abruptus
- Cremastus aegyptiacus
- Cremastus albertensis
- Cremastus alternatus
- Cremastus amabilis
- Cremastus amoenus
- Cremastus amplocellus
- Cremastus angustus
- Cremastus aquilonius
- Cremastus arctatus
- Cremastus arcuatus
- Cremastus argutus
- Cremastus aridus
- Cremastus ashmeadii
- Cremastus atratus
- Cremastus atripennis
- Cremastus audax
- Cremastus balteatus
- Cremastus bellicosus
- Cremastus bilineatus
- Cremastus blanditus
- Cremastus brevigenalis
- Cremastus bulbosus
- Cremastus californicus
- Cremastus canadensis
- Cremastus cephalotes
- Cremastus champlaini
- Cremastus chrysobothridis
- Cremastus cochise
- Cremastus collectus
- Cremastus conformis
- Cremastus convergens
- Cremastus convexus
- Cremastus coriaceus
- Cremastus crassicornis
- Cremastus crassitibialis
- Cremastus cressoni
- Cremastus crossidii
- Cremastus curviterebrans
- Cremastus cylindricus
- Cremastus dalmatinus
- Cremastus desertorum
- Cremastus dispar
- Cremastus dorcaschemae
- Cremastus evansi
- Cremastus exochus
- Cremastus flavomaculatus
- Cremastus flavopictus
- Cremastus fumeus
- Cremastus fuscatus
- Cremastus fuscipennis
- Cremastus gallaecola
- Cremastus gelidus
- Cremastus geminus
- Cremastus gigas
- Cremastus gladiatus
- Cremastus globosus
- Cremastus graecus
- Cremastus hesperius
- Cremastus hyalinipennis
- Cremastus idahoensis
- Cremastus inaequalis
- Cremastus incompletus
- Cremastus indigus
- Cremastus infirmus
- Cremastus inflatipes
- Cremastus interruptus
- Cremastus inyoensis
- Cremastus kratochvili
- Cremastus latifrons
- Cremastus lepidus
- Cremastus lineatus
- Cremastus lineiger
- Cremastus longulus
- Cremastus maculosus
- Cremastus madagascariensis
- Cremastus manitobae
- Cremastus micaceus
- Cremastus minutissimus
- Cremastus mordellistenae
- Cremastus mulleolus
- Cremastus nasutor
- Cremastus nevadensis
- Cremastus nordi
- Cremastus obliteratus
- Cremastus obsoletus
- Cremastus orbitalis
- Cremastus orbus
- Cremastus orestes
- Cremastus owyheensis
- Cremastus paulus
- Cremastus petiolaris
- Cremastus piceus
- Cremastus pimarum
- Cremastus planus
- Cremastus pleurovittatus
- Cremastus politus
- Cremastus preclarus
- Cremastus primus
- Cremastus prolatus
- Cremastus prolixus
- Cremastus prominens
- Cremastus prostatus
- Cremastus protractus
- Cremastus protuberans
- Cremastus puberulus
- Cremastus pungens
- Cremastus quadratus
- Cremastus restrictus
- Cremastus rohweri
- Cremastus rugosus
- Cremastus russulus
- Cremastus sabulosus
- Cremastus scabrosus
- Cremastus scitulus
- Cremastus scorteus
- Cremastus sicculus
- Cremastus snowi
- Cremastus spectator
- Cremastus stenotus
- Cremastus stigmaterus
- Cremastus subtilis
- Cremastus tenebrosus
- Cremastus tristator
- Cremastus utahensis
- Cremastus vierecki
- Cremastus wyomingensis
- Cremastus yumensis